# Andrej Zejts
Andrej Zejts, ryska: Андрей Зейц, född 14 december 1986 i Pavlodar, är en professionell tävlingscyklist från Kazakstan. Han tävlar för UCI ProTour-stallet Astana Team sedan säsongen 2008.

## Amatörkarriär
Andrej Zejts vann etapp 4 av Giro della Valle d'Aosta 2006 framför italienarna Alessandro Bazzana och Marco Bandiera. Året därpå slutade kazaken trea på etapp 5 av U23-tävlingen bakom Chris Froome och Cyril Gautier. Säsongen 2007 avslutades med en tionde plats i U23-världsmästerskapens linjelopp.

## Professionell karriär
Andrej Zejts blev professionell med det kazakiskbaserade UCI ProTour-stallet Astana Team inför säsongen 2008. Under sitt första år som professionell slutade han tvåa på de kazakiska nationsmästerskapens tempolopp bakom Andrej Mizurov.
Under säsongen 2009 deltog Zeits i sin första Grand Tour när han cyklade Giro d'Italia 2009. Kazaken gjorde inga särskilda resultat under sin första Grand Tour, men slutade på sjätte plats i Giro d'Italias ungdomstävling. Han slutade Giro d'Italia på 35:e plats. Under året slutade han på tredje plats i de kazakiska nationsmästerskapens tempolopp bakom Andrej Mizurov och Roman Kirejev.

## Meriter
2006
1:a, etapp 4, Giro della Valle d'Aosta
2008
2:a,  Nationsmästerskapens tempolopp
2009
3:a,  Nationsmästerskapens tempolopp